# Phtheochroa lonnvei
Phtheochroa lonnvei es una especie de polilla de la familia Tortricidae. Se encuentra en Etiopía.
La envergadura es de 25 mm.

## Etimología
La especie recibe su nombre en honor a Ole J. Lønnve, quien describió el espécimen.